# Кристофър Маккуори
Кристофър Маккуори (на английски: Christopher McQuarrie) е американски сценарист и режисьор, носител на наградата Оскар.

## Биография
Роден е през 1968 в Принстън, предградие на Трентън, Ню Джърси. Завършва гимназия заедно с Брайън Сингър и Итън Хоук, но вместо да продължи образованието си в колеж, заминава като учител по английски в интернат в Пърт, Австралия. По-късно обикаля на автостоп цяла Западна Австралия. При завръщането си в САЩ, работи 4 години като частен детектив и решава да постъпи в полицейското управление на Ню Йорк, когато приятеля му от детинство Брайън Сингър му предлага да работят заедно по сценария на филма Public Access, спечелил през 1993 г. голямата награда на фестивала Сънданс.
Сингър и Маккуори работят заедно и през 1995 г. в „Обичайните заподозрени“, за чийто сценарий Маккуори печели Оскар. Успешният тандем между двамата се затвърждава и с „Операция Валкирия“ (2008). През 2000 г. Маккуори дебютира и като режисьор с „Пътят на оръжието“, в който участват Райън Филип и Джеймс Каан. Последният му проект, който режисира и пише сценария е за живота на убиеца на Линкълн Джон Буут – The Stanford Prison Experiment (2008).

## Филмография
| Година | Заглавие на български                 | Оригинално заглавие                | Режисьор | Сценарист |
| ------ | ------------------------------------- | ---------------------------------- | -------- | --------- |
| 1993   |                                       | Public Access                      |          | Да        |
| 1995   | „Обичайните заподозрени“              | The Usual Suspects                 |          | Да        |
| 2000   | „Пътят на оръжието“                   | The Way of the Gun                 | Да       | Да        |
| 2008   | „Операция Валкирия“                   | Valkyrie                           |          | Да        |
| 2010   | „Туристът“                            | The Tourist                        |          | Да        |
| 2012   | „Джак Ричър“                          | Jack Reacher                       | Да       | Да        |
| 2013   | „Джак, убиецът на великани“           | Jack the Giant Slayer              |          | Да        |
| 2014   | „На ръба на утрешния ден“             | Edge of Tomorrow                   |          | Да        |
| 2015   | „Мисията невъзможна: Престъпна нация“ | Mission: Impossible – Rogue Nation | Да       | Да        |